# Saison 1 de Facing Kate
Chronologie
Saison 2
Cet article présente la première saison de la série télévisée Facing Kate (Fairly Legal).

## Distribution

### Acteurs principaux
- Sarah Shahi (VF : Céline Monsarrat) : Kate Reed
- Michael Trucco (VF : Guillaume Orsat) : Justin Patrick
- Virginia Williams (VF : Rafaèle Moutier) : Lauren Reed
- Baron Vaughn (en) (VF : Arnaud Arbessier) : Leonardo « Leo » Prince

### Acteurs récurrents et invités
- Ethan Embry (VF : Xavier Fagnon) : Spencer Reed, frère de Kate[1] (épisodes 1, 2 et 4)
- Gerald McRaney (VF : Gérard Rinaldi) : juge David Nicastro (épisodes 1, 3 et 10)
- Tim Fellingham : Andrew (épisodes 1 à 3)
- Belita Moreno (en) : Betty (épisodes 2 et 5)
- Esai Morales : D.A. Aaron Davidson (épisode 4)
- Richard Dean Anderson (VF : Edgar Givry) : David Smith (épisodes 5, 8, 9 et 10)
- Conrad Whitaker : Ben #2 (épisodes 5 et 9)
- Devon Weigel (de) : Kim (épisodes 6, 8 et 9)

## Épisodes

### Épisode 1:La justice a un nouveau visage
- États-Unis : 20 janvier 2011 sur USA Network
- France : 11 avril 2011 sur 13e Rue Universal
- Québec : 1er mai 2012 sur AddikTV[2]

- États-Unis : 3,88 millions de téléspectateurs[3]

### Épisode 2:Le Prix d'une vie
- États-Unis : 27 janvier 2011 sur USA Network
- France : 11 avril 2011 sur 13e Rue Universal
- Québec : 8 mai 2012 sur AddikTV

- États-Unis : 4,1 millions de téléspectateurs[4]

### Épisode 3:Le Cadeau d'anniversaire
- États-Unis : 3 février 2011 sur USA Network
- France : 18 avril 2011 sur 13e Rue Universal
- Québec : 15 mai 2012 sur AddikTV

- États-Unis : 3,67 millions de téléspectateurs[5]

### Épisode 4:Petits arrangements
- États-Unis : 10 février 2011 sur USA Network
- France : 18 avril 2011 sur 13e Rue Universal
- Québec : 22 mai 2012 sur AddikTV

- États-Unis : 3,47 millions de téléspectateurs[6]

### Épisode 5:Renaissance accidentelle
- États-Unis : 17 février 2011 sur USA Network
- France : 25 avril 2011 sur 13e Rue Universal
- Québec : 29 mai 2012 sur AddikTV

- États-Unis : 3,22 millions de téléspectateurs[7]

Richard Dean Anderson

### Épisode 6:Le Prototype
- États-Unis : 24 février 2011 sur USA Network
- France : 25 avril 2011 sur 13e Rue Universal
- Québec : 5 juin 2012 sur AddikTV

- États-Unis : 3,06 millions de téléspectateurs[8]

### Épisode 7:Identité
- États-Unis : 3 mars 2011 sur USA Network
- France : 2 mai 2011 sur 13e Rue Universal
- Québec : 12 juin 2012 sur AddikTV

- États-Unis : 3,21 millions de téléspectateurs[9]

### Épisode 8:Ultravinyl
- États-Unis : 10 mars 2011 sur USA Network
- France : 2 mai 2011 sur 13e Rue Universal
- Québec : 19 juin 2012 sur AddikTV

- États-Unis : 2,81 millions de téléspectateurs[10]

### Épisode 9:Un mariage de princesse
- États-Unis : 17 mars 2011 sur USA Network
- France : 9 mai 2011 sur 13e Rue Universal
- Québec : 26 juin 2012 sur AddikTV

- États-Unis : 4,04 millions de téléspectateurs[11]

### Épisode 10:Une journée d'enfer
- États-Unis : 24 mars 2011 sur USA Network
- France : 9 mai 2011 sur 13e Rue Universal
- Québec : 3 juillet 2012 sur AddikTV

- États-Unis : 4,08 millions de téléspectateurs[12]